# Phil Speiser
Phil Speiser (polgári nevén Phillip Speiser) (Bécs, 1990. október 12. - ) osztrák DJ és producer, 2014-től 2018-ig a Scooter harmadik tagja.
1990-ben született Ausztriában, és 2005-től foglalkozik komolyabban a zenéléssel, addig a zeneszerkesztést és a hangszerekkel való ismerkedést autodidakta módon sajátította el. Első demóit beküldte több kiadónak is, s bár érdeklődéssel fogadták azokat, komolyabb eredményeket nem tudott velük elérni. Mindenesetre hamarosan több osztrák és brit underground bulin az első számú fellépők közé került. 2008-ban Hamburgba költözött, ekkor főként remixeket készített hatalmas mennyiségben. 2009-ben Magyarországon is fellépett a Kollektíva Klubban. 2010-ben Steve Aoki lehetőséget nem biztosított számára, hogy megjelentesse EP-jét, az "Off"-ot, s ezzel végre sikerült befutnia. Előbb "Love EP" néven remixválogatást adott ki, majd 2012-től ismét folyamatosan szolgáltatta az új számokat. 2013-ban a Scooter készülő új lemezén, a The Fifth Chapter-en végzett produceri munkálatokat, majd amikor októberben bejelentették, hogy Rick J. Jordan elhagyja a zenekart, hamarosan jött a hír, hogy ő lehet a harmadik ember. Munkakapcsolata a többi taggal nem volt újkeletű: még ugyanebben az évben "Baxxter, Simon and DDY" néven kiadtak egy kislemezt (Sweater Weather). 2016-tól az XPOSURE.ONE berkein belül végzi fiatal tehetségek menedzselését, illetve készít megrendelésre szignálokat. 2018-ban elhagyta a Scootert, hogy kizárólag saját szólóprojektjeivel foglalkozhasson.
Philnek két testvére van, Mathias és Sophie. Barátnője Emma Rosen, akivel többek között a VVAVES projektben szerepelnek.

## Diszkográfia

### Saját
- Dirty Disco Youth - Bleep (EP) (2008)
- Dirty Disco Youth - The Kids Want Maximal (2008)
- Dirty Disco Youth - Shuffle (2009)
- Dirty Disco Youth - Stupid Sound (2009)
- Dirty Disco Youth - Idiotekk (feat. Chokr) (2009)
- Dirty Disco Youth - Yo Yo Yo Yo (2009)
- Dirty Disco Youth - Don't Let Go (2009)
- Dirty Disco Youth - Love (2010)
- Dirty Disco Youth - ...Off (EP) (2010)
- NiTE - Overdose (2011)
- Dirty Disco Youth & Duo Synchron - Gravity (2011)
- Dirty Disco Youth - Drive (EP) (2012)
- Dirty Disco Youth - Three Oh Three (2012)
- Sharam Jey & Dirty Disco Youth - Up Rock! (2012)
- Blatta & Ineshaand Dirty Disco Youth - Texas Techno (2012)
- Sharam Jey & Dirty Disco Youth - Till We Drop (2012)
- Fukkk Offf & Dirty Disco Youth - Nuclear War / Bomb Disaster (2012)
- Dirty Disco Youth - Kids (2013)
- Dirty Disco Youth - Black Diamond (2013)
- Dirty Disco Youth - Singapore (2013)
- Dirty Disco Youth - The Bell (2014)
- Dirty Disco Youth - Harmonize (2014)
- Orange Grove & SPYZR - Easy Love (2015)
- SPYZR feat. Michael Maidwell - Ready For It (2015)
- Lotus, Salt-N-Pepa, SPYZR - Push It! (2016)
- VVAVES - 5 Of Your Exes (2020)
- Ms Banks x Phil Speiser x WOW Jones - Nothin' On Me (2020)

### Remixek
- Outlander - The Vamp (2008)
- Nonewyork - No Love (2009)
- Scanners - Salvation (2009)
- Sharam Jey - Army of Men (2010)
- A.G. Trio - Things You Wanna Play (2010)
- Kids At The Bar - Your Body and Me (2010)
- Stereofunk - Italomatique (2010)
- Team Symmetry - Batoru Rowaiaru (2010)
- Sono - What You Do (2010)
- Sharam Jey - Hearts of Stone (2010)
- Sovnger - Breathless (2010)
- Robyn - Dancing On My Own (2010)
- Etienne De Crecy - Binary (2010)
- Frauenarzt - Atzin (2010)
- Sharam Jey - Hearts of Stone (2010)
- Ero - Submerged (2010)
- Fukkk Offf - Famous (2010)
- Teenage Mutants - Le Champ (2010)
- So Called Friend - Hands (2010)
- Debra Dolce - Goodies (2010)
- Schluck Den Druck - Partynarben (2010)
- Futureflash - Find Your Brother (2010)
- Fukkk Offf - Worldwide (2010)
- Leopold Gregori - Pigeon Dance (2010)
- Gigi Barocco & Jane Bang - Crunk It (2011)
- Spencer & Hill - 2 Kisses For You (2011)
- Sick Boy - Bang Your Head (2011)
- Azzido Da Bass - Music For Bagpipes (2011)
- Dare2Disco - Revolver (2011)
- Ludovic - Dusty (2011)
- Decalicious - Raboisen Belle (2011)
- Jeuce - As We Move (2012)
- Moonbootica - Iconic (2012)
- Fukkk Offf - 24/7 (2012)
- Drunken Masters - Bang Bang (2012)
- Dirty Disco Youth - Crossroads (Phil Speiser Remix) (2012)
- Big White Dog Lost - Sex (2013)
- Gtronic - Morpheus (2013)
- Das Bo & Hangergang - MMB (2013)
- Sick Boy - Bang Your Head (2013)
- Tigerlily & 2Less - Faith (2014)
- Frederic De Carvalho 	  Feat. CS Rucker - Girl (2014)
- Nonsense - You Say (2015)
- Lost Frequencies - Reality (2015)
- The Underdog Project - Summer Jam (2015)
- Micar - This Time It's My Life (2015)
- Gestört Aber Geil - Ich & Du (2015)
- Stanton Warriors - The One (2015)
- Alexander Brown - Jack In The Box (2015)
- Lotus - Leaning Sideways (2015)
- Dimitri Vegas & Like Mike - Higher Place (2015)
- Stereoact - Der Himmel Reisst Auf (2016)
- Fun Factory - Celebration (2016)

### Egyéb
- Baxxter, Simon and DDY - Sweater Weather (2013)
- Nature One Inc. - Stay As You Are (2015) (társszerző)
- Gestört Aber Geil - Gestört Aber Geil (2016) (két számot írt a lemezre, a Scooter többi tagjával együtt)